# Chomutez (Schytomyr)
Chomutez (ukrainisch Хомутець; russisch Хомутец) ist ein Dorf im Osten der ukrainischen Oblast Schytomyr mit etwa 1200 Einwohnern (2001).

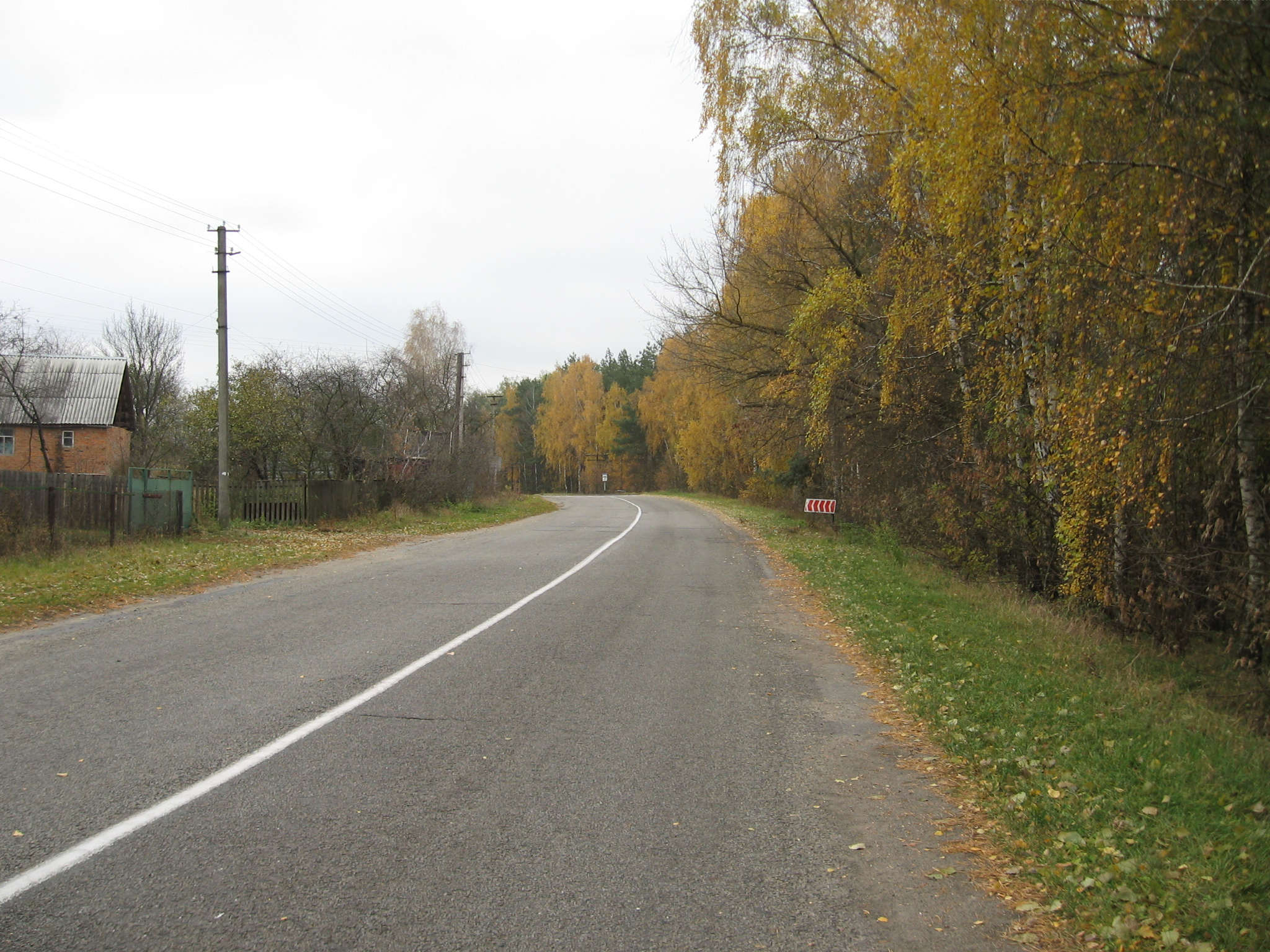

Das erstmals 1611 schriftlich erwähnte Dorf liegt auf einer Höhe von 189 m am Ufer der Hlyboke (Глибоке bzw. Hlyboka/Глибока), einem 10 km langen, rechten Nebenfluss des Sdwysch, 8 km südöstlich vom Gemeindezentrum Brussyliw und 75 km östlich vom Oblastzentrum Schytomyr.
Durch das Dorf verläuft die Territorialstraße T–10–28.
Am 28. Juli 2016 wurde das Dorf ein Teil neu gegründeten Siedlungsgemeinde Brussyliw, bis dahin bildete es zusammen mit den Dörfern Krakiwschtschyna  (Краківщина) und Wilschka (Вільшка) die Landratsgemeinde Chomutez (Хомутецька сільська рада/Chomutezka silska rada) im Osten des Rajons Brussyliw.
Am 17. Juli 2020 kam es im Zuge einer großen Rajonsreform zum Anschluss des Rajonsgebietes an den Rajon Schytomyr.